# Sixten Ehrling
Sixten Ehrling est un chef d'orchestre suédois, né le 3 avril 1918 à Malmö (Suède) et décédé le 13 février 2005 à New York.

## Biographie
Il est directeur de l'Opéra Royal de Suède de 1953 à 1960. Il a également dirigé l'Orchestre symphonique de Göteborg en 1973, succédant à Sergiu Comissiona.